# Jezioro Strzeleckie (powiat gryfiński)
Jezioro Strzeleckie – jezioro w województwie zachodniopomorskim, w powiecie gryfińskim, w gminie Banie.

## Dane morfometryczne
Powierzchnia zwierciadła wody wynosi 5,5 ha.
Zwierciadło wody położone jest na wysokości 44,7 m n.p.m.

## Hydronimia
Według urzędowego spisu opracowanego przez Komisję Nazw Miejscowości i Obiektów Fizjograficznych (KNMiOF) nazwa tego jeziora to Jezioro Strzeleckie.